# Risby, Kungälvs kommun
Risby är en ort i Hålta socken i Kungälvs kommun, knappt en mil nordväst om Kungälv. Statistiska centralbyrån hade före 2015 för bebyggelsen avgränsat två småorter benämnda Risby och Västra Risby. Från 2015 räknas området som en tätort. 

## Befolkningsutveckling
| Befolkningsutvecklingen i Risby 2015–2020                                             | Befolkningsutvecklingen i Risby 2015–2020 | Befolkningsutvecklingen i Risby 2015–2020 | Befolkningsutvecklingen i Risby 2015–2020 | Befolkningsutvecklingen i Risby 2015–2020 |
| ------------------------------------------------------------------------------------- | ----------------------------------------- | ----------------------------------------- | ----------------------------------------- | ----------------------------------------- |
|                                                                                       |                                           |                                           |                                           |                                           |
| År                                                                                    |                                           |                                           | Folkmängd                                 | Areal (ha)                                |
| 2015                                                                                  | 2015                                      |                                           | 218                                       | 76                                        |
| 2020                                                                                  | 2020                                      |                                           | 244                                       | 77                                        |
| Anm.: Ny tätort 2015, de tidigare småorterna hade 2010 100+53 invånare på 15+4 hektar |                                           |                                           |                                           |                                           |